# Митертајх
Митертајх (њем. Mitterteich) град је у њемачкој савезној држави Баварска. Једно је од 26 општинских средишта округа Тиршенројт. Према процјени из 2010. у граду је живјело 6.937 становника. Посједује регионалну шифру (AGS) 9377141.

## Географски и демографски подаци
Митертајх се налази у савезној држави Баварска у округу Тиршенројт. Град се налази на надморској висини од 502–632 метра. Површина општине износи 39,4 km². У самом граду је, према процјени из 2010. године, живјело 6.937 становника. Просјечна густина становништва износи 176 становника/km².

## Међународна сарадња
| Мјесто             | Држава               | Врста сарадње | Од    |
| ------------------ | -------------------- | ------------- | ----- |
| Чедлтон/Ветли Рокс | Уједињено Краљевство | партнерство   | 1989. |
| Извор              |                      |               |       |